# 江西布政使司衙門
江西布政使司衙門又称藩台衙门，當地往昔江西等处承宣布政使司辦公處所，位於今江西省南昌市章江路。它与抚台衙门、臬台衙门、道尹衙门合称清代南昌四大衙门。
1930年时，此处被分配给三个单位使用，南部为江西省卫生厅(现为江西省歌舞剧团所在)，中部为南昌市参议会(现为江西省话剧团所在)，北部为南昌市政府(现为省京剧团所在)。